# Edouard Battegay

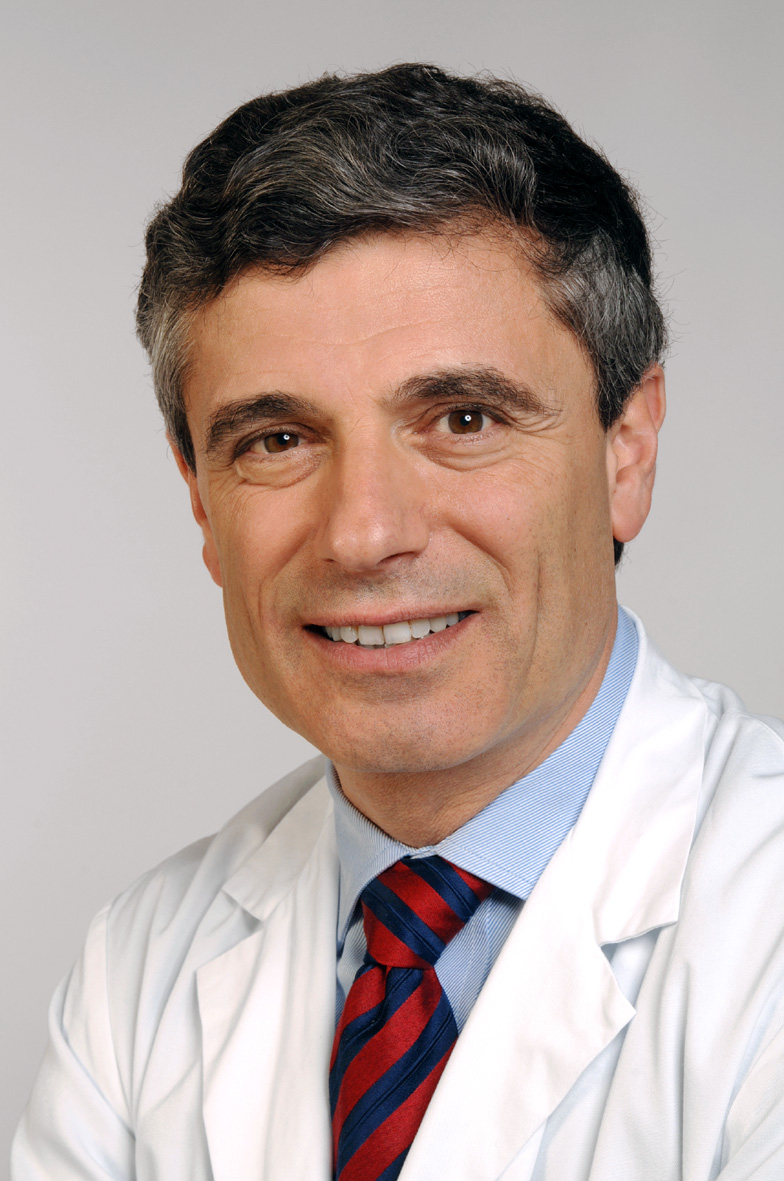
Edouard Battegay (2007)

Edouard Battegay (* 1. Dezember 1956 in Basel) ist ein Schweizer Internist. Er ist Direktor der Klinik und Poliklinik für Innere Medizin am Universitätsspital Zürich und ordentlicher Professor für Innere Medizin an der Universität Zürich.

## Leben und Ausbildung
Battegay ist der älteste von drei Söhnen des Psychiaters und Psychoanalytikers Raymond Battegay (1927–2016) und Shulamit Violet, geborene Fitaya (1932–2021) und wuchs in Basel auf. Seine Familie gehört dem Judentum an und stammt ursprünglich aus dem oberelsässischen Zillisheim und aus Hagenthal-le-Bas. Er erlangte 1976 die Maturität am Humanistischen Gymnasium Basel. Im gleichen Jahr begann er ein Medizinstudium an der Universität Basel, an der er 1983 seine Dissertation erwarb. Während seines Studiums verbrachte er sein Wahlstudienjahr unter anderem am Montreal General Hospital (Chirurgie), am Centre hospitalier universitaire vaudois in Lausanne (Radiologie) und am Kantonsspital Liestal (Gynäkologie/Geburtshilfe).

## Karriere
Seine Zeit als Assistenzarzt durchlief er von 1984 bis 1987 im Departement Innere Medizin des Kantonsspitals Basel. Von 1987 bis 1988 arbeitete er dort als stellvertretender Oberarzt Innere Medizin auf internistischer Station, Intensivstation und Notfallstation. Nach Erlangung seines Facharzttitels als Internist ging Battegay von 1988 bis 1991 an das Pacific Medical Center der University of Washington (Seattle/USA). Dort befasste er sich als Senior Research Fellow vor allem mit Atheroskleroseforschung (Department of Pathology, Labor von Russell Ross) und arbeitete in einer Sprechstunde für Lipidstoffwechselstörungen als Senior Fellow (Departement of Internal Medicine, Lipid Clinic, John D. Brunzell, Alain Chait).
1991 kehrte Battegay ans Universitätsspital Basel zurück und war dort wissenschaftlicher und klinischer Oberarzt im Departement Innere Medizin. Ab 1996 arbeitete er als Oberarzt in der allgemeinen ambulanten Inneren Medizin (Medizinische Universitätspoliklinik) und übernahm 1997 die Leitung der dortigen Hypertonie-Sprechstunde sowie die Leitung der Forschungsgruppe im Labor für vaskuläre Biologie am Departement Forschung, Universitätsspital Basel. 1998 habilitierte sich Battegay mit dem Thema „The role of Platelet-derived Growth Factor in Vascular Cells and Angiogenesis“ und wurde Privatdozent für Innere Medizin an der Universität Basel. Von 2000 bis 2003 war Battegay Leitender Arzt für Innere Medizin und Mitglied der Arzneimittelkommission am Universitätsspital Basel. 2002 wurde er zum stellvertretenden Chefarzt und geschäftsführenden Leiter der Medizinischen Poliklinik ernannt. 2003 wurde Edouard Battegay zum Professor für Innere Medizin ernannt. 2005 wurde er Ordinarius und Chefarzt der Medizinischen Poliklinik am Universitätsspital Basel und Ordinarius für Ambulante Innere Medizin.
Am 1. November 2007 wechselte Edouard Battegay in seine jetzige Position als Direktor der Klinik und Poliklinik für Innere Medizin am Universitätsspital Zürich. Gleichzeitig wurde er als ordentlicher Professor für Innere Medizin an die Universität Zürich berufen.
Die klinischen und wissenschaftlichen Interessen von Edouard Battegay richten sich auf: Allgemeine Innere Medizin, Multimorbidität (insbesondere Disease-Disease-Medication Interactions und therapeutische Konflikte), Differentialdiagnostik, Hypertonie, Prävention kardiovaskulärer Erkrankungen und Angiogenese.
Neben seiner Tätigkeit als Direktor der Klinik und Poliklinik für Innere Medizin und Weiterbildungsverantwortlicher für die Innere Medizin ist er im Rahmen der Universität Zürich Gründer und Präsident Leitungsausschuss des Kompetenzzentrums Multimorbidität, Vizedirektor des universitären Forschungsschwerpunktes „Dynamics of Healthy Aging“ und Mitglied der akademischen Leitung des Zentrums für Gerontologie, sowie Dozent bei internen und externen Weiterbildungen. Darüber hinaus ist Battegay Mitglied verschiedener Gremien, die sich mit Herz-Kreislauf-Prävention beschäftigen. 2012 ist er zum Fellow des American College of Physicians ernannt worden. Er ist Gründer und Präsident der Zurich Academy of Internal Medicine (ZAIM) und seit 2015 im Verwaltungsrat der RehaClinic AG. Seit 2016 ist er Fellow der Swiss School of Public Health (SSPH+). Zudem ist Battegay als Delegierter der Schweizerischen Gesellschaft für Allgemeine Innere Medizin (SGAIM) im Ausschuss und Vorstand der Deutschen Gesellschaft für Innere Medizin (DGIM), dessen Ehrenmitglied er seit 2017 ist.
Battegay ist geschäftsführender Herausgeber der Zeitschrift Praxis und Autor und Mitautor verschiedener Fachbücher, wie beispielsweise des internationalen Referenzwerkes Hypertension: Principles and Practice sowie Herausgeber des Standardwerkes Differenzialdiagnose Innerer Krankheiten. Er tritt damit die Nachfolge von Walter Siegenthaler als Herausgeber des Werkes in der 20. Auflage an.

## Privates
Battegay ist mit Dominique, geborene Rothschild verheiratet und hat einen Sohn und zwei Töchter, sowie zwei Enkelkinder. Er spricht Deutsch, Englisch, Französisch, Schwedisch, Hebräisch und Italienisch und lebt in Basel.

## Publikationen (Auswahl)
- Differenzialdiagnose Innerer Krankheiten – Vom Symptom zur Diagnose. 21. Auflage. Thieme, Stuttgart 2017, ISBN 978-3-13-344821-5.
- The multimorbidity interaction severity index (MISI): A proof of concept study. Gassmann D1, Cheetham M, Siebenhuener K, Holzer BM, Meindl-Fridez C, Hildenbrand FF, Virgini V, Martin M, Battegay E. Medicine (Baltimore). 2017 Feb, doi:10.1097/MD.0000000000006144
- Multimorbidität im Alltagsdilemma. Battegay E., Cheetham M., Holzer BM., Nowak A., Schmidt D., Rampini S. Internist (Berl). 2017 Feb 28, doi:10.1007/s00108-017-0200-9
- Deletion of Rictor in brain and fat alters peripheral clock gene expression and increases blood pressure. Drägert K., Bhattacharya I., Pellegrini G., Seebeck P., Azzi A., Brown SA., Georgiopoulou S., Held U., Blyszczuk P., Arras M., Humar R., Hall MN., Battegay E., Haas E. Hypertension. 2015 Aug, doi:10.1161/HYPERTENSIONAHA.115.05398
- Endothelial Rictor is crucial for midgestational development and sustained and extensive FGF2-induced neovascularization in the adult. Aimi F., Georgiopoulou S., Kalus I., Lehner F., Hegglin A., Limani P., Gomes de Lima V., A Rüegg M., Hall MN., Lindenblatt N. Haas E., Battegay EJ., Humar R. Sci Rep. 2015, doi:10.1038/srep17705
- mit G. Noseda und W. F. Riesen: Atheroskleroseprävention: Diagnostik und Therapie von Risikofaktoren. 1. Auflage. Huber, Bern 2007, ISBN 978-3-456-84426-8.
- Compliance bei kardiovaskulären Risikopatienten. Uni-Med, Bremen 2007, ISBN 978-3-89599-283-4.
- mit M. Benedict und P. Tschudi: Ambulante Medizin: Evidenz auf einen Blick. 1. Auflage. Schwabe, Basel 2006, ISBN 3-7965-2262-9.
- mit G. Y. I. Lip und G. L. Bakris: Hypertension: Principles and Practice. Taylor & Francis Group, Boca Raton 2005, ISBN 0-8247-2855-6.
- mit T. Gasser und B. Elke: Besser durch die besten Jahre. Der Mann über 40. Sein Körper, sein Leben, Sein Weg. Medical Tribune Verlag, Wiesbaden 2005, ISBN 3-922264-95-6.
- mit T. Gasser und B. Elke: Mann 40+: Kompaktwissen Gesundheit. 1. Auflage. Swiss Professional Media, Basel 2003, ISBN 3-9522368-1-0.